# Buridan, héros de la tour de Nesle
Pour les articles homonymes, voir Buridan, le héros de la tour de Nesle.
Pour plus de détails, voir Fiche technique et Distribution.
Buridan, héros de la tour de Nesle est un film d'aventures historique français écrit, produit et réalisé par Émile Couzinet, et sorti en 1952. Il est adapté du roman de Michel Zévaco, lui-même inspiré de l'affaire de la tour de Nesle.

## Fiche technique
- Titre  original : Buridan, héros de la tour de Nesle
- Réalisateur : Émile Couzinet
- Scénariste : Émile Couzinet d'après le roman de Michel Zévaco[1]
- Société de production :  Burgus Films
- Producteur : Émile Couzinet
- Montage : Henriette Wurtzer
- Musique : Vincent Scotto
- Photo : Pierre Dolley
- Pays de production :  France
- Langue originale : français
- Format : Noir et blanc - 1,37:1 - 35 mm - Son mono
- Genre : Film d'aventures historique
- Durée : 94 minutes (1h 34)
- Date de sortie : France - 24 octobre 1952

## Distribution
- Jacques Torrens :	Jean Buridan, un homme valeureux, déterminé à libérer sa fiancée, prisonnière de la tour de Nesle
- Clarisse Deudon : Marguerite de Bourgogne, la femme de Louis X, qui mène un commerce galant et sanglant dans son repaire, la tour de Nesle
- Françoise Soulié : Myrtille de Marigny, la fiancée de Buridan emprisonnée à la tour de Nesle
- Henri Rollan : Charles de Valois
- Georges Rollin : le roi Louis X le Hutin
- Maurice Escande : Enguerrand de Marigny
- Marcel Lupovici : Le tueur
- Pierre Magnier : Le prieur
- Daniel Sorano : Lancelot de la Bigorne
- Jean-Louis Bacqué : Le capitaine des gardes
- Georges Coulonges : Le roi des gueux
- Paul Demange : Simon Malingré
- Jeanne Fusier-Gir : Gillonne
- Jean Mille
- Robert Moncade : Gautier d'Aulnay
- Nadine Olivier
- Marcel Roche : L'aubergiste
- Colette Régis : Mabelle
- Gilles Watteaux : Philippe d'Aulnay
- Gloria Velasquez